# Dianesia carteri
Dianesia carteri is een vlindersoort uit de familie van de prachtvlinders (Riodinidae), onderfamilie Riodininae.
Dianesia carteri werd in 1902 beschreven door Holland.